# Y

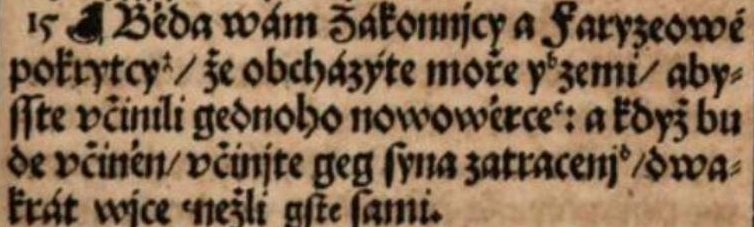
Ve starší češtině se někdy „y“ psávalo v platnosti dnešního „i“ (tzv. bratrský pravopis; doklad z Šestidílky,, 1601, transkripce v detailu obrázku)

Y je 25. písmeno latinské abecedy. Jeho název v češtině je ypsilon nebo tvrdé y. 
Ypsilon je písmeno do latinky převzaté z řecké abecedy původně pro přepis řeckých slov s hláskou odpovídající německému ü, jejíž výslovnost se v IPA přepisuje jako y. Dnešní řecké ϒ může být tvarově mírně odlišné, minusky se liší zcela: υ × y.
Často se v latině četlo Y jako I a písmeno pak v národních abecedách přebíralo jiné funkce. Například funkci latinského písmene J, které se v mnohých jazycích čte jinak než [ j ]. A např. v litevštině značí dlouhé i. Rozdíl ve výslovnosti je částečně zachován v češtině, kde v domácích slovech vyznačuje tvrdou výslovnost předcházejících souhlásek d, t nebo n. Jinak se ale zvukově neliší od I.

## Dějiny Y v českém jazyce
Až do patnáctého století Češi vyslovovali Y tvrději. Jan Hus si všiml, že prostí venkované vyslovují Y jako I.

## Zvláštní případy užití
- V biochemii je Y symbol pro aminokyselinu tyrosin.
- V elektrotechnice je Y označení pro admitanci, převrácenou hodnotu impedance.
- V chemii je Y značka yttria.
- V kinematografii je Y jméno švédského filmu z roku 1987.
- V matematice
  - y je obvyklé označení pro závislou proměnnou.
  - y je označení svislé osy v kartézské soustavě souřadnic.
- V soustavě SI
  - Y je značka předpony soustavy SI pro 1024, yotta.
  - y je značka předpony soustavy SI pro 10−24, yokto.
- V zeměpisu
  - Y je název místa na Aljašce (USA).
  - Y je název obce ve Francii.
  - Y je řeka v Rusku, rusky Ы.
- ostatní
  - Y je název moderní deskové hry – viz Y (hra).
  - Y je automobil značky Lancia
  - Y, příp. y je v angličtině zkratka pro proč, např. v SMS, vzhledem ke stejné výslovnosti písmene i slova